# Franciszek Mirecki
Franciszek Mirecki, né 31 mars 1791 à Cracovie et mort le 29 mai 1862  dans cette même ville, est un pianiste et compositeur polonais.

## Biographie
Mirecki nait au sein d'une famille de musiciens. Après des études à l'école normale de Cracovie puis au Gymnase il part pour Vienne en 1914. 
Il étudie de 1814 à 1816 avec Johann Nepomuk Hummel et se lie d'amitié avec Beethoven. Il publie ses premières compositions. Il quitte Vienne pour Venise où il reste de 1816 à 1817.  Il se rend alors à Paris et publie de nouvelles compositions. Il est soutenu par Luigi Cherubini. Il quitte Paris pour Milan en 1822. En un an, il écrit la musique de trois ballets : Octavia, le Château de Kenilworth et le Baccanali. Puis il écrit , pour le théâtre de Gênes,  Evandro in Pergamo  (Evandro à Pergame),  drame  musical en deux actes représenté en  1825 qui obtient un grand succès.  Il devient alors chef d'opéra à Lisbonne puis à Gênes et Cracovie. 
Mirecki a composé neuf opéras, une symphonie, des œuvres de musique de chambre, des sonates et des chansons pour piano et violon. 
Il a également écrit un livre de composition et publié une collection de cinquante psaumes de Benedetto Giacomo Marcello.